# Sammühle

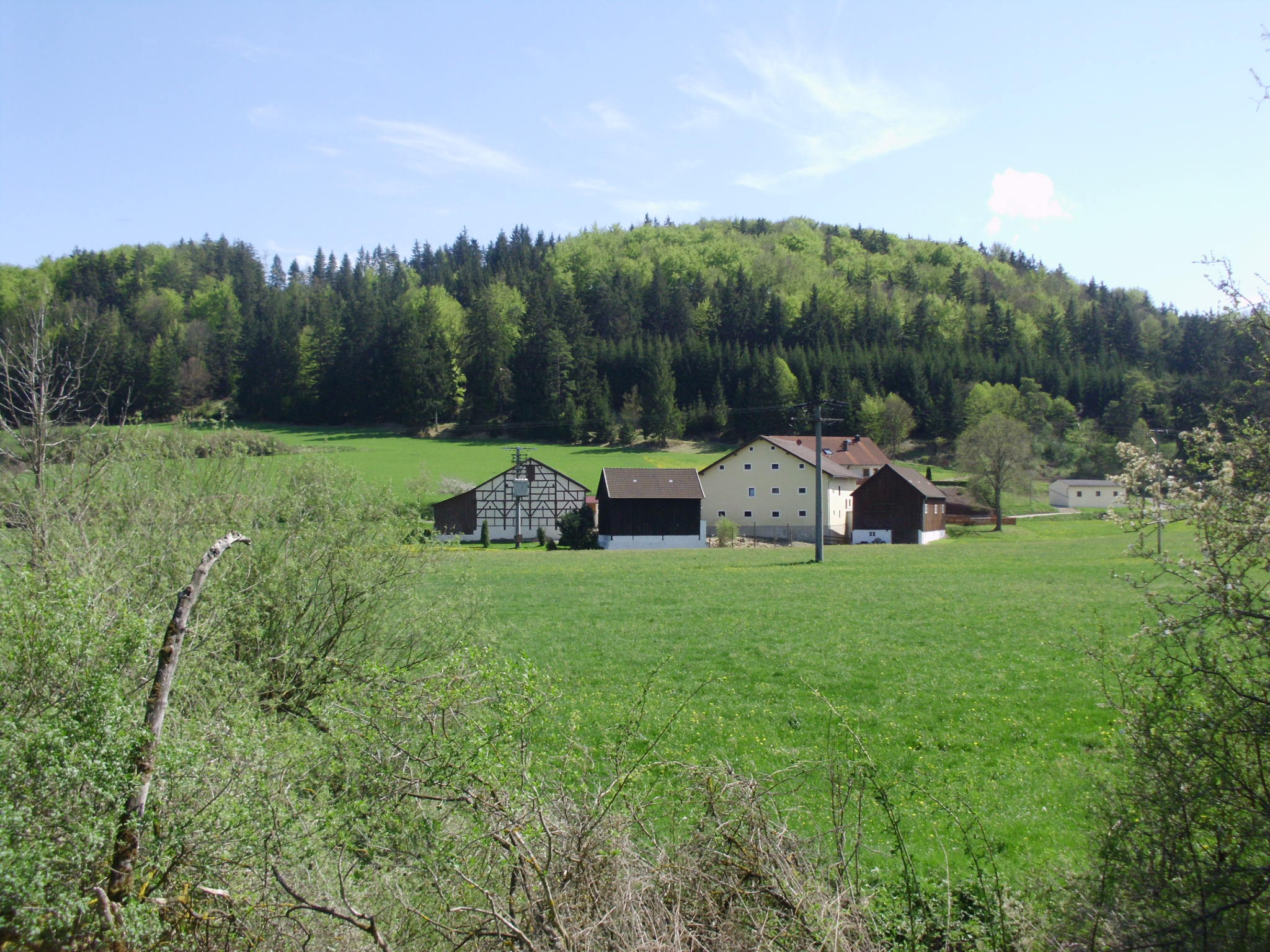
Ortsteil Sammühle

Die Sammühle ist ein Ortsteil des Marktes Titting im oberbayerischen Landkreis Eichstätt in Bayern.

## Geografische Lage
Das Mühlenanwesen, eine Einöde, liegt im nordwestlichen Teil der Südlichen Frankenalb östlich von Titting im Anlautertal an einer Ableitung der Anlauter und am Fuße des 530 Meter hohen Fuchsberges. Von der im Tal verlaufenden Staatsstraße 2390 (Emsinger Straße) führt eine Verbindungsstraße zum Ortsteil.

## Geschichte
Am Ende des Alten Reiches unterstand die Mühle, zu dieser Zeit die neunte vom Ursprung der Anlauter aus, dem fürstbischöflich-eichstättischen Hofkastenamt Titting-Raitenbuch. Nach der Säkularisation wurde die Mühle mit Titting 1802 toskanisch und 1806 königlich-bayerisch. Für 1805 ist überliefert, dass die Mühle eine „Leinstampfe“ hatte. 1823 wohnten elf Personen in dem Anwesen. 1835 bestand das Anwesen aus zwei Häusern, in denen 15 „Seelen“ lebten. 1846 ist nur von einem Haus, einer Familie und zehn „Seelen“ die Rede. Circa 15 Jahre später wird das nunmehr aus drei Gebäuden bestehende Mühlenanwesen von acht Personen bewohnt. 1891 wurde die Fachwerkscheune mit Steilsatteldach errichtet, die als Baudenkmal gilt.
Im 20. Jahrhundert wurde der Mahlbetrieb eingestellt und ein Sägewerk in Betrieb genommen. 1950 zählte man sieben Einwohner, 1970 acht. Bei der Volkszählung 1987 war der Ort unbewohnt.
Mit Titting kam die Mühle im Zuge der Gebietsreform in Bayern am 1. Juli 1972 vom mittelfränkischen Landkreis Hilpoltstein in den oberbayerischen Landkreis Eichstätt.

## Persönlichkeiten
- Bruder (Joseph) Andreas Fiegl OSB, ab 1924 Müller der Klostermühle Metten, * 20. April 1876 auf der Sammühle, † 27. Mai 1932 im Kloster Metten[12]